# Fissidens zollingeri
Fissidens zollingeri är en bladmossart som beskrevs av Montagne 1845. Fissidens zollingeri ingår i släktet fickmossor, och familjen Fissidentaceae. Inga underarter finns listade i Catalogue of Life.